# Espoo
Espoo (phiên âm IPA: /ˈespoː/; Esbo (/'ɛsbo/) trong tiếng Thụy Điển) là thành phố nằm ở bờ biển phía Nam Phần Lan ven vịnh Phần Lan, là một phần của khu Đại Helsinki cùng với các thành phố Helsinki, Vantaa và Kauniainen. Thành phố Espoo giáp ranh với Helsinki và Vantaa về phía Đông, vùng tự trị Nurmijärvi và Vihti về phía Bắc, Kirkkonummi về phía Tây và bao kín thành phố nhỏ Kaunianinen. Công viên quốc gia Nuuksio nằm ở phía tây bắc Espoo.
Diện tích (tính trên đất liền lẫn trên biển) của Espoo là 528 km², trong đó phần lãnh thổ rộng khoảng 312 km². Dân số hiện nay là 235.019 (tính đến ngày 31 tháng 12 năm 2006), đứng thứ hai Phần Lan chỉ sau Helsinki.
Espoo có nhiều trung tâm dân cư, được chia thành các khu vực chính: Espoon keskus (khu Trung tâm hành chính của Espoo), Espoonlahti, Kalajärvi, Kauklahti, Leppävaara, Matinkylä-Olari, và Tapiola. Sự phân tán tự nhiên này khiến Espoo thường bị gọi đùa là "Đường cao tốc có được đặc ân của một thành phố duy nhất ở Phần Lan", hay "Los Angeles của Phần Lan", nghĩa là nơi đây không có Trung tâm thành phố mà lại có rất nhiều khu Trung tâm địa phương.
Mã bưu chính của Espoo được bắt đầu từ "02", gồm các số 02100-02380, 02600-02860 và 02920-02980, tăng dần từ bắc xuống nam
Ở Espoo, khoa học là ngành phát triển vượt bậc: nơi đây có trường Đại học Aalto phân khu công nghệ tại (Otaniemi, Espoo), và nhiều tổ chức, công ty nổi tiếng như VTT- Trung tâm nghiên cứu và ứng dụng khoa học công nghệ Phần Lan, công ty viễn thông nổi tiếng thế giới Nokia (Keilaniemi, Espoo), cùng với nhiều công ty công nghệ cao như KONE, Fortum, chi nhánh của tập đoàn viễn thông Elisa Oyj, trụ sở của nhiều công ty phát triển phần mềm và trò chơi như Rovio Games hay Remedy Games đều đặt tại đây. 
Espoo là thành phố song ngữ quy định bởi luật pháp với 83,6% người dân có ngôn ngữ mẹ đẻ là tiếng Phần Lan trong khi có 8,1% người nói tiếng Thuỵ Điển. Ngoài ra còn có 8% dân số tại đây có ngôn ngữ mẹ đẻ khác hai tiếng trên.
Espoo còn là quê hương của ban nhạc death metal Children of Bodom và tay đua Công thức 1 Kimi Räikkönen.

## Lịch sử
Cái tên Espoo bắt nguồn từ Thụy Điển để gọi con sông Espoo, Espå (hoặc Espåå). Trong tiếng Thụy Điển cổ, từ "espoo" có nghĩa là cây dương rung lá. 1431, cái tên này được nhắc đến lần đầu tiên.
Cư dân đầu tiên đặt chân đến Espoo vào khoảng 9000 năm trước. Vào thế kỷ 12-13, Espoo bị một cuộc xâm lăng kéo dài bởi đội quân của King 's Road khi ông ta đang trên đường từ Stockholm via Turku đến Viipuri. Tòa nhà bảo tàng đầu tiên của Espoo là Giáo đường Espoo được xây dựng những năm 1480. Trung tâm hành chính Espoon keskus phát triển xung quanh khu vực từ nhà thờ đến trạm xe lửa.
Vào năm 1920, Espoo là một thành phố tự trị với hơn 9000 cư dân (70% trong số họ là người nói tiếng Thụy Điển). Nông nghiệp chính là nguồn thu nhập chính của vùng với hơn 75% dân cư là nông dân). Kauniainen được tách ra khỏi Espoo vào 1920 và trở nên giàu có vào năm 1972.
Espoo bắt đầu phát triển nhanh chóng vào giữa những năm 1940 - 1950. Nó phát triển đến nỗi từ một khu tự trị nghèo chính thức trở thành một thành phố công nghiệp, giàu có (1972) chỉ trong một khoảng thời gian ngắn. Do có vị trí địa lý gần Helsinki, Espoo đã thu hút một lượng lao động không nhỏ làm việc tại thủ đô. Trong vòng 50 năm (1950 -2000), dân số Espoo tăng từ 22000 lên 210000 dân. Từ 1945 trở đi, đa phần cư dân ở Espoo là những người nói tiếng Phần Lan. Vào 2006, số người nói tiếng Thụy Điển ở Espoo chỉ còn chiếm khoảng 9%.

## Nhân khẩu
| Historical population of Espoo Lưu trữ ngày 12 tháng 2 năm 2012 tại Wayback Machine | Historical population of Espoo Lưu trữ ngày 12 tháng 2 năm 2012 tại Wayback Machine | Historical population of Espoo Lưu trữ ngày 12 tháng 2 năm 2012 tại Wayback Machine | Historical population of Espoo Lưu trữ ngày 12 tháng 2 năm 2012 tại Wayback Machine |
| Năm                                                                                 | Population                                                                          | Năm                                                                                 | Population                                                                          |
| ----------------------------------------------------------------------------------- | ----------------------------------------------------------------------------------- | ----------------------------------------------------------------------------------- | ----------------------------------------------------------------------------------- |
| 1901                                                                                | 5.888                                                                               | 1975                                                                                | 120.632                                                                             |
| 1910                                                                                | 7.891                                                                               | 1980                                                                                | 137.409                                                                             |
| 1920                                                                                | 8.817                                                                               | 1985                                                                                | 156.778                                                                             |
| 1930                                                                                | 11.370                                                                              | 1990                                                                                | 172.629                                                                             |
| 1940                                                                                | 13.378                                                                              | 1995                                                                                | 193.754                                                                             |
| 1950                                                                                | 22.878                                                                              | 2000                                                                                | 213.271                                                                             |
| 1960                                                                                | 53.042                                                                              | 2006                                                                                | 235.019                                                                             |
| 1970                                                                                | 92.655                                                                              | 2030 (est.)                                                                         | 305.000                                                                             |
| Population by grand district (in 2006)                                              |                                                                                     |                                                                                     |                                                                                     |
| Area                                                                                | Population                                                                          | Area                                                                                | Population                                                                          |
| Leppävaara                                                                          | 58.048                                                                              | Vanha-Espoo                                                                         | 33.613                                                                              |
| Espoonlahti                                                                         | 48.649                                                                              | Pohjois-Espoo                                                                       | 9.754                                                                               |
| Tapiola                                                                             | 41.905                                                                              | Kauklahti                                                                           | 6.191                                                                               |
| Matinkylä                                                                           | 33.613                                                                              |                                                                                     |                                                                                     |

Dân số của vùng bao gồm 95.1% người mang quốc tịch Phần Lan, 4.9% các quốc tịch còn lại. Tôn giáo được phân chia như sau:77.4% người theo thuyết Lu-ti, 1.3% người theo Chính giáo Hy Lạp, 1.3% các tôn giáo còn lại, 19.9% người không có tôn giáo.
Espoo có rất nhiều nguồn thu ngoại tệ cao.

## Thể thao
Đây là quê hương của rất nhiều đội thể thao nổi tiếng. The Espoo Blues (LänsiAuto Areena) là một ví dụ điển hình. Đó là câu lạc bộ nổi tiếng ở môn khúc côn cầu trên băng, hiện đang chơi tại giải Chuyên nghiệp Phần Lan SM-Liiga. Câu lạc bộ này được thành lập vào tháng 2 năm 1984 với tên gọi ban đầu là "Kiekko-Espoo". Họ chơi mùa đầu tiên tại giả Hạng hai Phần Lan vào 1984-1985. 1988, họ được lên chơi tại giả Hạng nhất vài năm sau đó (1992), Kiekko-Espoo xuất hiện tại giải Chuyên nghiệp Phần Lan SM-Liiga. 1998, họ đổi tên thành Blue Hockey Oy.
Một tên tuổi khác cũng xuất xứ từ Espoo là Câu lạc bộ bóng đá Phần Lan FC Honka, nằm ở Tapiola (phía Nam Espoo). Cái tên FC Honka bắt đầu xuất hiện vào năm 1975, thay thế cái tên cũ "Tapion Honka" (1953). Tuy nhiên mãi đến cuối năm 2005 họ mới chơi mùa đầu tiên tại Giải Chuyên nghiệp Phần Lan. Chủ tịch Câu lạc bộ hiện nay là ông Mika Lehkosuo.
Câu lạc bộ
Môn thể thao
Giải
Sân nhà
Logo

Espoo Blues
Khúc côn cầu trên băng
SM-liiga
LänsiAuto Areena

Espoo Blues
Khúc côn cầu trên băng
 Series SM nữ
 Laaksolahti Arena

FC Honka
Bóng đá
Veikkausliiga
Tapiolan urheilupuisto
Tapiolan Honka
Bóng rổ
Korisliiga
Tapiolan urheiluhalli
Espoon Oilers
Floorball
Salibandyliiga
Tapiolan urheiluhalli

## Thành phố kết nghĩa

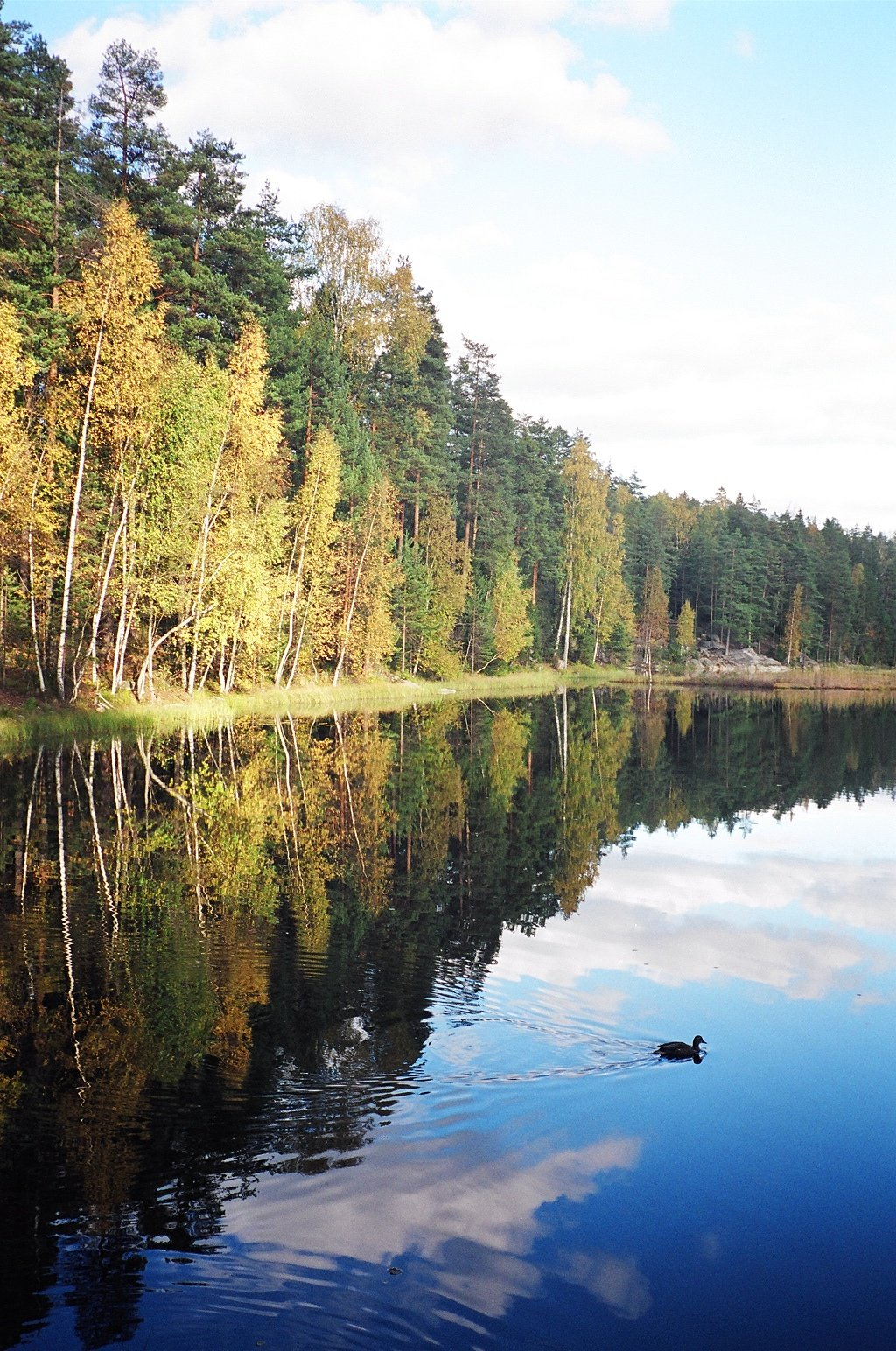
Công viên quốc gia Nuuksio vào mùa thu

- Esztergom, Hungary
- Gatchina, Nga
- Irving, Texas, Hoa Kỳ
- Køge, Đan Mạch
- Kongsberg, Na Uy
- Kristianstad, Thụy Điển
- Nõmme, Estonia
- Sauðárkrókur, Iceland
- Thượng Hải, Trung Quốc
- Sochi, Nga

## Gallery

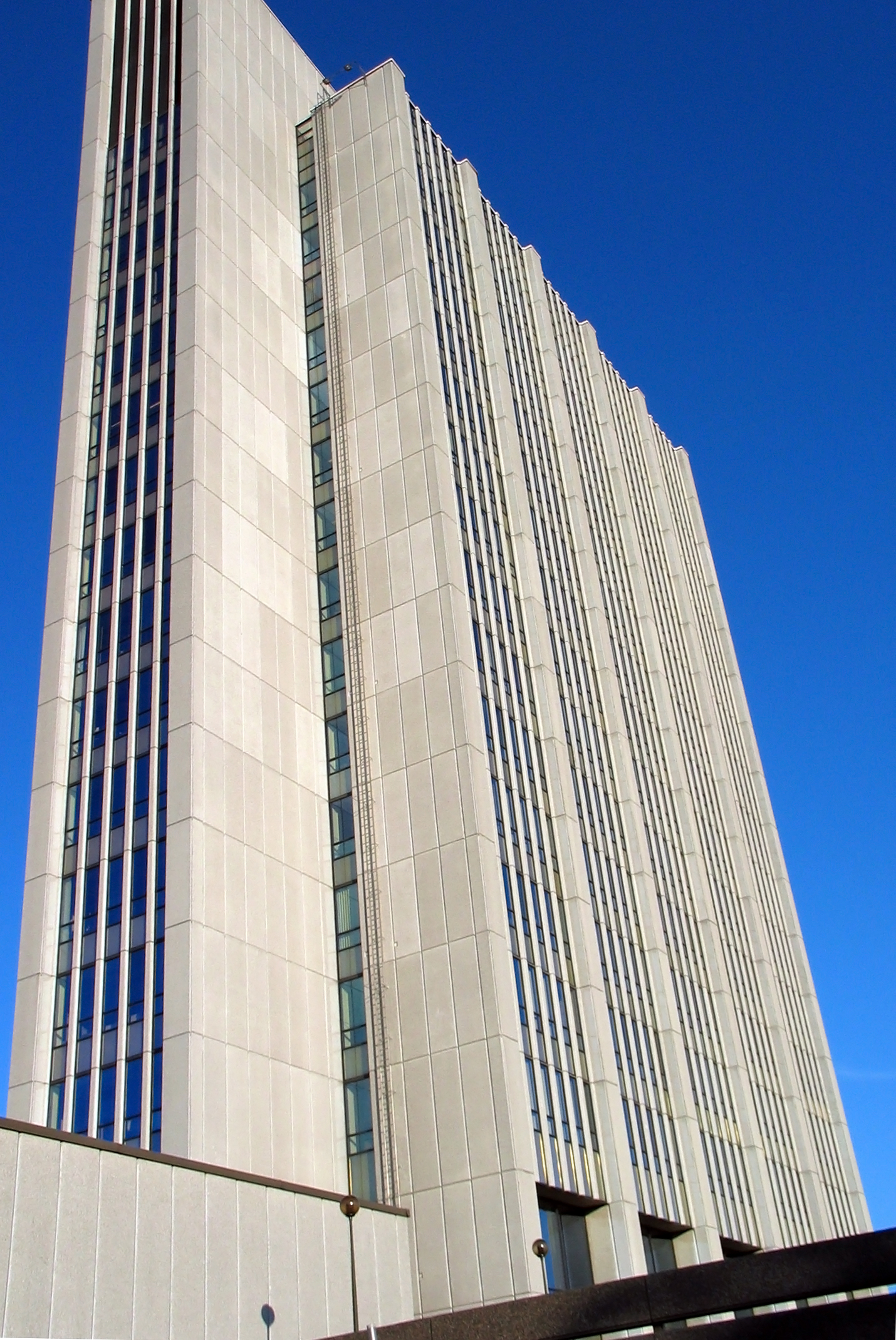
Tổng hành dinh Fortum toạ lạc ở Keilaniemi, Espoo
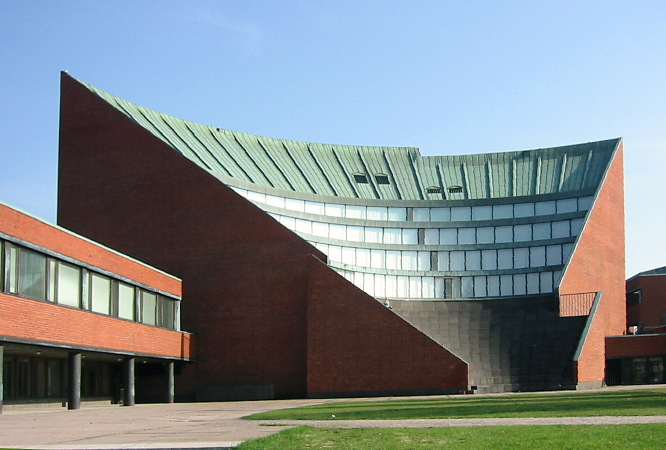
Trường Đại học Aalto ở Otaniemi, Espoo
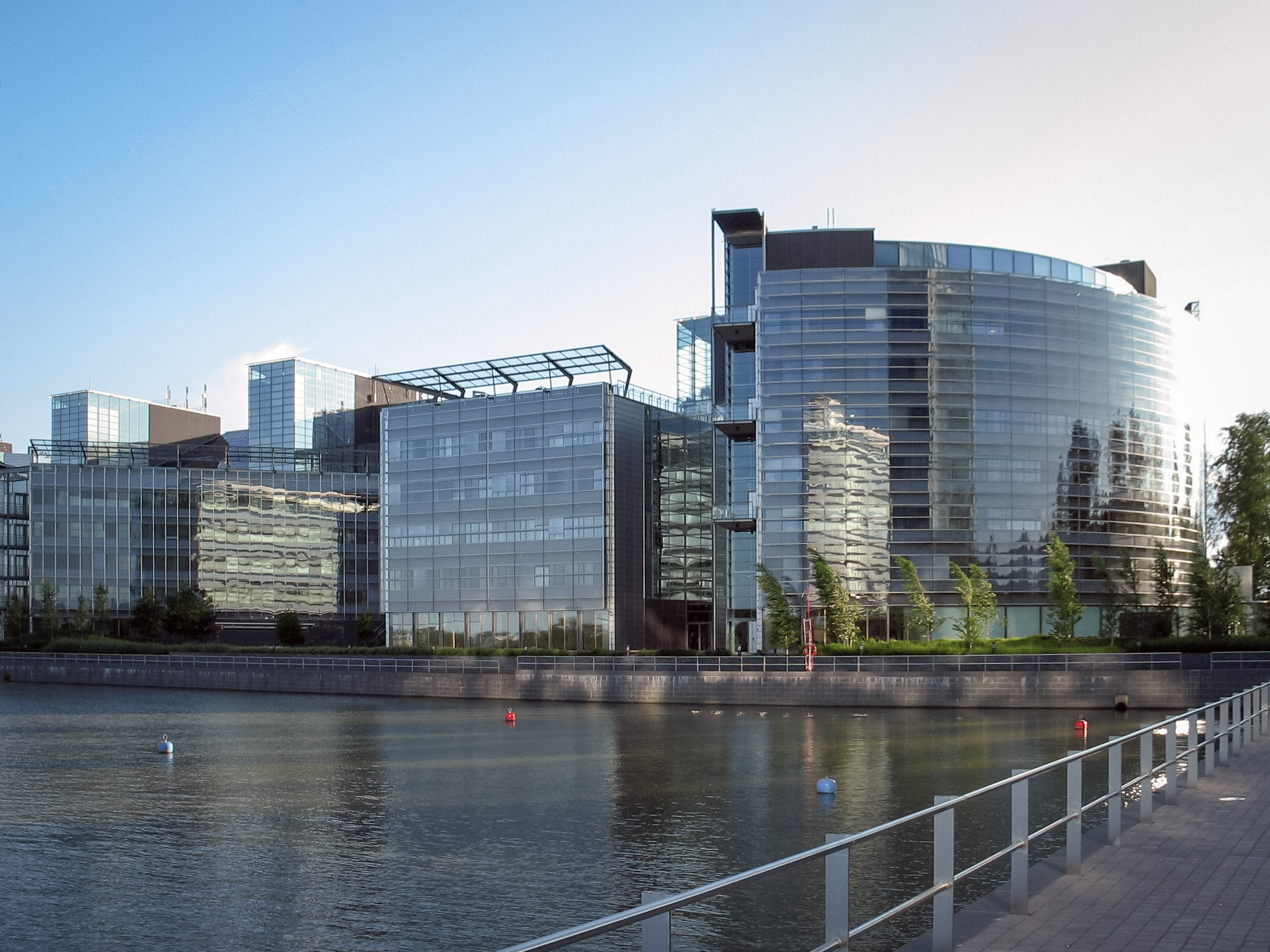
Tổng hành dinh Nokia ở Keilaniemi, Espoo
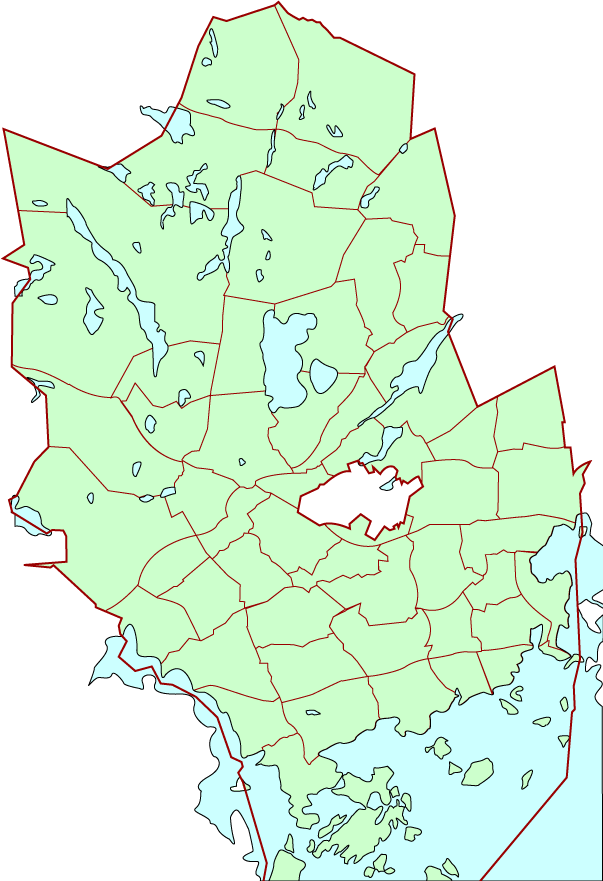
Bản đồ 55 quận ở Espoo